# Nouha Dicko
Nouha Dicko (Saint-Maurice, 14 mei 1992) is een Frans-Malinees voetballer die bij voorkeur als aanvaller speelt. Dicko debuteerde in 2014 in het Malinees voetbalelftal.

## Clubcarrière
Dicko scoorde twaalf doelpunten voor de reserven van RC Straatsburg, waar Wigan Athletic hem opmerkte. Na een proefperiode van enkele weken kreeg hij een contract. Op 13 september 2011 debuteerde hij voor Wigan, in de League Cup tegen Crystal Palace. Op 27 januari 2012 werd hij voor zes maanden uitgeleend aan Blackpool, dat op dat moment in de Championship actief was. Hij scoorde vier doelpunten in tien competitiewedstrijden. Op 17 augustus 2012 werd hij opnieuw uitgeleend aan Blackpool. Op 3 januari 2013 haalde Wigan hem terug. Op 28 maart 2013 werd besloten om Dicko voor de rest van het seizoen uit te lenen aan Wolverhampton Wanderers. Hij scoorde één hier doelpunt in vier wedstrijden. Wolverhampton eindigde op de 22ste plaats, waardoor het degradeerde naar de League One.